# Lake Erie Beach
Lake Erie Beach és una concentració de població designada pel cens dels Estats Units a l'estat de Nova York. Segons el cens del 2000 tenia 4.499 habitants.

## Demografia
Segons el cens del 2000, Lake Erie Beach tenia 4.499 habitants, 1.709 habitatges, i 1.213 famílies. La densitat de població era de 451,2 habitants per km².
Dels 1.709 habitatges en un 35,5% hi vivien nens de menys de 18 anys, en un 53,7% hi vivien parelles casades, en un 12,4% dones solteres, i en un 29% no eren unitats familiars. En el 24% dels habitatges hi vivien persones soles el 8% de les quals corresponia a persones de 65 anys o més que vivien soles. El nombre mitjà de persones vivint en cada habitatge era de 2,63 i el nombre mitjà de persones que vivien en cada família era de 3,11.
Per edats la població es repartia de la següent manera: un 27,7% tenia menys de 18 anys, un 6,2% entre 18 i 24, un 31,1% entre 25 i 44, un 24,6% de 45 a 60 i un 10,3% 65 anys o més.
L'edat mediana era de 37 anys. Per cada 100 dones de 18 o més anys hi havia 96,3 homes.
La renda mediana per habitatge era de 36.603 $ i la renda mediana per família de 39.841 $. Els homes tenien una renda mediana de 35.949 $ mentre que les dones 23.974 $. La renda per capita de la població era de 15.643 $. Entorn del 5,8% de les famílies i el 8,1% de la població estaven per davall del llindar de pobresa.